# جاكي روبينسون
جاك روزفيلت (بالإنجليزية: Jackie Robinson)‏ «جاكي» روبينسون (31 من يناير 1919م - 24 من أكتوبر 1972م) هو لاعب كرة قاعدة (بيسبول) أمريكي، والذي أصبح أول لاعب أسود يلعب في دوري كرة القاعدة الرئيس في العصر الحديث. وقد كسر روبينسون الحاجز العنصري المتعلق باللون في كرة القاعدة عندما ظهر لأول مرة مع فريق بروكلين دودجار في عام 1947، حيث كان أول رجل أسود يلعب في الدوريات الكبرى منذ الثمانينيات من القرن التاسع عشر، وقد كان له دور فعّال في وضع نهاية للعزل العنصري في لعبة كرة القاعدة الاحترافية، والتي تم خلالها عزل اللاعبين السود ليلعبوا في دوريات مخصصة للزنوج على مدار ستة عقود. واستمرت علامات التفرقة العنصرية في الرياضة الاحترافية في الانخفاض على مدى النصف الأخير من القرن العشرين. وقد تحدت شخصيته النموذجية وموهبته البارزة القواعد التقليدية السائدة المتعلقة بالتفرقة العنصرية، والتي اتسمت بها بعد ذلك العديد من المظاهر الأخرى في الحياة الأمريكية، وساهمت بشكل ملحوظ في حركة الحقوق المدنية.
بالإضافة إلى تأثيره الثقافي، كان روبينسون يتمتع بمسيرة مهنية غاية في الروعة والتميز في لعبة كرة القاعدة. وعلى مدار عشرة مواسم، لعب في ست بطولات من بطولة النهائي العالمي (World Series) وساهم في فوز فريق «دودجرز» ببطولة العالم لعام 1955. ولقد تم اختياره في ست مشاركات متتالية في مباريات أفضل النجوم من عام 1949 إلى 1954، وكان الحائز الأول على جائزة العام لأفضل لاعب مبتدئ في دوري كرة القاعدة الرئيس عام 1947م، وفاز في الدوري الوطني بجائزة أفضل لاعب في عام 1949- وهو أول لاعب أسود يتم تكريمه. وقد انضم روبينسون إلى قاعة مشاهير كرة القاعدة في عام 1962 وفي عام 1997م، تم تكريمه في دوري كرة القاعدة الرئيس «على وجه العموم» من خلال تعليق رقم الزيّ الخاص به، 42، من خلال جميع فرق الدوري الأساسي؛ وبذلك يكون روبينسون يعد أول لاعب محترف ينال هذا التكريم في أي رياضة. ومنذ ذلك الحين، تبنى دوري كرة القاعدة الرئيس تقليدًا سنويًا جديدًا، وهو «يوم جاكي روبينسون»، حيث يرتدي فيه جميع اللاعبين في جميع الفرق الرقم #42.
وقد عُرف روبينسون أيضًا بنشاطاته خارج نطاق كرة القاعدة. وقد كان أول محلل أسود يظهر في التليفزيون في دوري كرة القاعدة الرئيس، وأول نائب أسود لرئيس مؤسسة أمريكية كبرى. وفي الستينيات من القرن العشرين، ساعد في تأسيس بنك الحرية الوطني (Freedom National Bank)، وهو يعد مؤسسة مالية أمريكية يمتلكها أمريكي من أصل إفريقي وتقع مقرها في هارليم، نيويورك. وتقديرًا لإنجازاته داخل وخارج ملاعب كرة القاعد، مُنح روبينسون بعد وفاته ميدالية الحرية الرئاسية (Presidential Medal of Freedom) والميدالية الذهبية من الكونجرس (Congressional Gold Medal).

## وصلات خارجية
- جاكي روبينسون على موقع IMDb (الإنجليزية)
- جاكي روبينسون على موقع الموسوعة البريطانية (الإنجليزية)
- جاكي روبينسون على موقع تيرنر كلاسيك موفيز (الإنجليزية)
- جاكي روبينسون على موقع إن إن دي بي (الإنجليزية)
- جاكي روبينسون على موقع قاعدة بيانات الفيلم (الإنجليزية)
- جاكي روبينسون على موقع دوري كرة القاعدة الرئيسي (الإنجليزية)
- جاكي روبينسون على موقعبيزبول رفرنس.كوم (الدوري الرئيسي) (الإنجليزية)
- جاكي روبينسون على موقعبيزبول رفرنس.كوم (الدوري الثانوي) (الإنجليزية)
- جاكي روبينسون على موقع جمعية أبحاث البيسبول الأمريكية (الإنجليزية)
- جاكي روبينسون على موقع إي إس بي إن.كوم (أم.أل.بي) (الإنجليزية)
- جاكي روبينسون على موقع مشجعي الرسوم البيانية (الإنجليزية)
- جاكي روبينسون على موقع قاعة مشاهير كرة القاعدة (الإنجليزية)
- جاكي روبينسون على موقع قاعة جورجيا للمشاهير الرياضية (مؤرشف) (الإنجليزية)
- جاكي روبينسون على موقع قاعة كيبيك للمشاهير الرياضية (الفرنسية)
- جاكي روبينسون على موقع قاعة كاليفورنيا للمشاهير الرياضية (الإنجليزية)
- Estate of Jackie Robinson Official Website
- Jackie Robinson Foundation Official Website
- AIMS multimedia video[وصلة مكسورة] of Robinson's first season
- BlackFivesBlog: Jackie Robinson, Pro Basketball Star: Materials on Robinson's career with the Los Angeles Red Devils
- Courageous Characters: Photo Album of Jackie Robinson نسخة محفوظة 25 يوليو 2011 على موقع واي باك مشين.
- Encyclopædia Britannica Online: Black History: Jackie Robinson with photographs
- Life magazine: Jackie Robinson: American Pioneer photo gallery
- San Francisco State University: Jackie Robinson Picture Gallery
- UCLA History Project: Track and Football Photos of Robinson نسخة محفوظة 6 مارس 2010 على موقع واي باك مشين.
- UCLA Baseball: Robinson Biography and Picture Gallery
- White House Archive: Jackie Robinson Correspondence
- FBI file on Jackie Robinson
- Heritage Moment on Jackie Robinson about his breakthrough with the Montreal Royals